# Fez-Boulemane

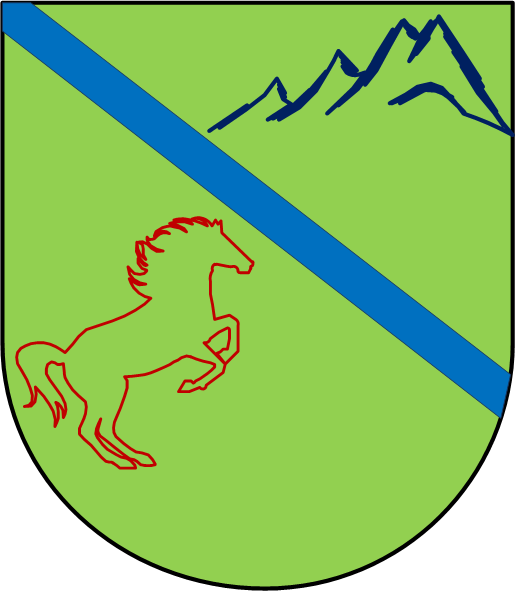
Brasão de Fez-Boulemane.

Fès-Boulemane foi uma região do Marrocos, vigente entre 1997 e 2015. Sua capital era a cidade de Fez.

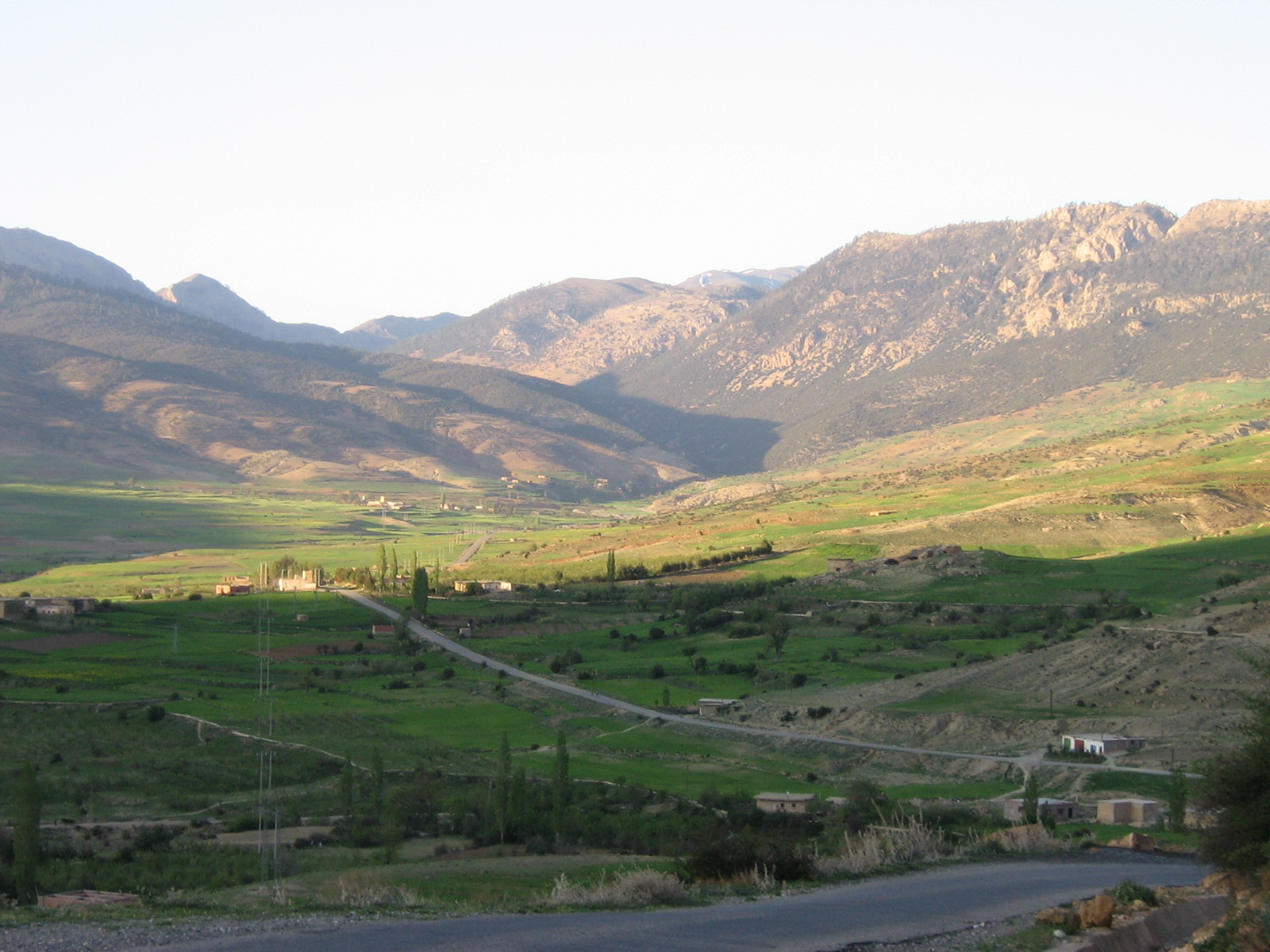
Talzemt